# Демократический центр (Хорватия)
Демократический центр, ДЦ (хорв. Demokratski centar или DC) — хорватская правоцентристская политическая партия.
Партия была создана в 2000 году хорватскими политиками Мате Граничем и Весной Шкаре-Ожболт после их выхода из правоцентристского Хорватского демократического содружества (ХДС) вслед за тяжелым поражением партии на всеобщих выборах в 2000 г. и поражением Мате Гранича на президентских выборах 2000 года. После своего основания ДЦ позиционирует себя как умеренный вариант ХДС.
После возвращения ХДС к власти на всеобщих выборах в 2003 г. ДЦ (который был неофициально в союзе с ХДС на выборах) получил одно место в хорватском парламенте и одну должность министра в хорватском правительстве. Лидера партии и её единственную избранную в парламент представительницу Весну Шкаре-Ожболт назначили министром юстиции в правительстве Иво Санадера в его первый срок полномочий. Она занимала должность с декабря 2003 по февраль 2006 года, когда её заставил уйти с поста премьер-министр Иво Санадер в связи с обвинениями в утечке информации в прессу и из-за противодействия определенным мерам государственной политики, хотя в некоторых средствах массовой информации эксперты относили её отставку на счет её выдающихся успехов в общественной деятельности и результатов работы на посту министра, которые затмили министров от ХДС. С тех пор ДЦ является оппозиционной партией.
С 15 октября 2002 Демократический центр имеет статус члена-наблюдателя Европейской народной партии.
На всеобщих выборах в Хорватии в 2007 году ДЦ шел в коалиции с Партией зеленых, но не смог получить ни одного места в 153-местном парламенте. Весна Шкаре-Ожболт также баллотировалась на пост президента на выборах 2009-10 гг. как формально независимый кандидат, но она смогла получить только 37 373 или 1,89 % голосов в первом туре, тем самым заняв лишь 11-е место при наличии всего 12 кандидатов.